# Rhysotritia clavata
Rhysotritia clavata is een mijtensoort uit de familie van de Euphthiracaridae. De wetenschappelijke naam van de soort is voor het eerst geldig gepubliceerd in 1964 door Markel.